# Copa Intercontinental 1995
La Copa Intercontinental 1995 fue la 34.ª edición del torneo. Enfrentó al campeón de Europa ante el campeón de Sudamérica. Se llevó a cabo en un único encuentro jugado el 28 de noviembre de 1995 en el Estadio Nacional de la ciudad de Tokio, en Japón. 
El Ajax de Ámsterdam derrotó al Grêmio de Brasil por penales 4 a 3, tras finalizar el partido sin goles.

## Clubes clasificados
| UEFA (Europa)         |  | Ajax Ámsterdam |  | Campeón de la Liga de Campeones de la UEFA (1994-95) |
| Conmebol (Sudamérica) |  | Grêmio         |  | Campeón de la Copa Libertadores de América (1995)    |

## Sede
| Japón               |          |
| Ciudad              | Estadio  |
| Tokio               | Nacional |
|                     |          |
| 57 363 espectadores |          |

## Final
| 1          | POR        | Edwin van der Sar |     |
| 2          | DEF        | Michael Reiziger  |     |
| 3          | DEF        | Danny Blind       |     |
| 4          | DEF        | Frank de Boer     |     |
| 5          | DEF        | Winston Bogarde   |     |
| 6          | MED        | Ronald de Boer    |     |
| 7          | MED        | Finidi George     |     |
| 8          | MED        | Edgar Davids      |     |
| 9          | MED        | Patrick Kluivert  |     |
| 10         | DEL        | Jari Litmanen     | 94' |
| 11         | DEL        | Marc Overmars     | 68' |
| Entrenador | Entrenador | Louis van Gaal    |     |

| 1          | POR        | Danrlei             |     |
| 2          | DEF        | Francisco Arce      |     |
| 3          | DEF        | Catalino Rivarola   |     |
| 4          | DEF        | Adílson Batista     |     |
| 6          | DEF        | Roger Machado       |     |
| 5          | MED        | Dinho               |     |
| 8          | MED        | Goiano              |     |
| 10         | MED        | Arílson             | 61' |
| 11         | MED        | Carlos Miguel       | 97' |
| 7          | DEL        | Paulo Nunes         |     |
| 9          | DEL        | Mário Jardel        | 78' |
| Entrenador | Entrenador | Luiz Felipe Scolari |     |

| 14 | MED | Martijn Reuser | 94' |
| 16 | DEL | Nwankwo Kanu   | 68' |

| 13 | MED | Luciano Dias | 61' |
| 14 | MED | Gélson       | 97' |
| 16 | MED | Magno        | 78' |

|                  |                  | 0:0 | Fallo de penal   | Dinho          |
| Patrick Kluivert | Fallo de penal   | 0:0 |                  |                |
|                  |                  | 0:0 | Fallo de penal   | Francisco Arce |
| Ronald de Boer   | Acierto de penal | 1:0 |                  |                |
|                  |                  | 1:1 | Acierto de penal | Magno          |
| Frank de Boer    | Acierto de penal | 2:1 |                  |                |
|                  |                  | 2:2 | Acierto de penal | Gélson         |
| Finidi George    | Acierto de penal | 3:2 |                  |                |
|                  |                  | 3:3 | Acierto de penal | Adílson        |
| Danny Blind      | Acierto de penal | 4:3 |                  |                |

| Amonestado | 70'  | Nwankwo Kanu |
| Amonestado | 113' | Edgar Davids |

| Amonestado | 18'  | Francisco Arce    |
| Amonestado | 43'  | Goiano            |
| Amonestado | 53'  | Catalino Rivarola |
| Amonestado | 54'  | Arílson           |
| Amonestado | 109' | Gélson            |

|  |

| Expulsado | 56' | Catalino Rivarola |

| Árbitro             | David Elleray       |
| Árbitros asistentes | Jeon Young-Hyun     |
| Árbitros asistentes | Yoshikazu Hiroshima |

| 1          | POR        | Edwin van der Sar |     |
| 2          | DEF        | Michael Reiziger  |     |
| 3          | DEF        | Danny Blind       |     |
| 4          | DEF        | Frank de Boer     |     |
| 5          | DEF        | Winston Bogarde   |     |
| 6          | MED        | Ronald de Boer    |     |
| 7          | MED        | Finidi George     |     |
| 8          | MED        | Edgar Davids      |     |
| 9          | MED        | Patrick Kluivert  |     |
| 10         | DEL        | Jari Litmanen     | 94' |
| 11         | DEL        | Marc Overmars     | 68' |
| Entrenador | Entrenador | Louis van Gaal    |     |

| 1          | POR        | Danrlei             |     |
| 2          | DEF        | Francisco Arce      |     |
| 3          | DEF        | Catalino Rivarola   |     |
| 4          | DEF        | Adílson Batista     |     |
| 6          | DEF        | Roger Machado       |     |
| 5          | MED        | Dinho               |     |
| 8          | MED        | Goiano              |     |
| 10         | MED        | Arílson             | 61' |
| 11         | MED        | Carlos Miguel       | 97' |
| 7          | DEL        | Paulo Nunes         |     |
| 9          | DEL        | Mário Jardel        | 78' |
| Entrenador | Entrenador | Luiz Felipe Scolari |     |

| 14 | MED | Martijn Reuser | 94' |
| 16 | DEL | Nwankwo Kanu   | 68' |

| 13 | MED | Luciano Dias | 61' |
| 14 | MED | Gélson       | 97' |
| 16 | MED | Magno        | 78' |

|                  |                  | 0:0 | Fallo de penal   | Dinho          |
| Patrick Kluivert | Fallo de penal   | 0:0 |                  |                |
|                  |                  | 0:0 | Fallo de penal   | Francisco Arce |
| Ronald de Boer   | Acierto de penal | 1:0 |                  |                |
|                  |                  | 1:1 | Acierto de penal | Magno          |
| Frank de Boer    | Acierto de penal | 2:1 |                  |                |
|                  |                  | 2:2 | Acierto de penal | Gélson         |
| Finidi George    | Acierto de penal | 3:2 |                  |                |
|                  |                  | 3:3 | Acierto de penal | Adílson        |
| Danny Blind      | Acierto de penal | 4:3 |                  |                |

| Amonestado | 70'  | Nwankwo Kanu |
| Amonestado | 113' | Edgar Davids |

| Amonestado | 18'  | Francisco Arce    |
| Amonestado | 43'  | Goiano            |
| Amonestado | 53'  | Catalino Rivarola |
| Amonestado | 54'  | Arílson           |
| Amonestado | 109' | Gélson            |

|  |

| Expulsado | 56' | Catalino Rivarola |

| Árbitro             | David Elleray       |
| Árbitros asistentes | Jeon Young-Hyun     |
| Árbitros asistentes | Yoshikazu Hiroshima |

|                             |
| Bandera de los Países Bajos |
| Campeón A. F. C. Ajax       |
| 2.do título                 |